# Viscosia viscosa
Viscosia viscosa är en rundmaskart som först beskrevs av Bastian 1865.  Viscosia viscosa ingår i släktet Viscosia och familjen Oncholaimidae. Arten är reproducerande i Sverige. Inga underarter finns listade i Catalogue of Life.